# Литовски език
Литовският език (lietuvių kalba) е индоевропейски език, говорен от около 4 000 000 души в Литва. Заедно с латвийския език спада към балтийските езици.

## История
Съвременният литовски език е запазил много от оригиналните морфологични особености на индоевропейските езици, като по тази причина е обект на множество изследвания в областта на индоевропейската лингвистика. Според изследвания по сравнителна лингвистика литовският език е един от най-архаичните индоевропейски езици.
Има хипотеза за съществуването на единен балто-славянски език, обособил се след отделянето от праиндоевропейската езикова група, която включва балтийските езици и праславянския език. Според Szemerényi (1957) след продължителен период на съвместно съжителство балтийският клон се отделя от славянския. Други лингвисти (Meillet, Klimas, Zinkevičius) се противопоставят на тази гледна точка, отричайки съществуването на общ балто-славянски език и обясняват приликите с близки контакти през различни исторически епохи. Въпреки наличието на определени архаизми не е ясен точният начин, по който балтийските езици са се развили от праиндоевропейския език.
Предполага се, че източните балтийски езици са се отделили от западните между 5 и 7 век. Обособяването на отделни литовски и латвийски език започва след 9 век. Въпреки това за дълъг период от време двата езика могат да бъдат разглеждани като отделни диалекти на един общ език. Преходните диалекти са съществували поне до 14 – 15 век, а вероятно и чак до 17 век. Голямо значение за независимото развитие на двата езика има също окупирането на западната част на Даугавския басейн (покриващ почти цялата територия на днешна Латвия) от немския Ливонски орден.
Най-ранният оцелял текст, написан на литовски, е превод на религиозни химни, датиращ вероятно от 1503 – 1525. Печатни книги на литовски съществуват от 1547, но общото ниво на грамотност сред литовците остава ниско чак до 18 век. Няма широко разпространение на книги на литовски език. През 1864 след Януарските бунтове руският генерал-губернатор на Литва Михаил Муравьов забранява преподаването или публикуването на книги на литовски език, както и цялостното използване на латинската азбука, въпреки че книги на литовски език продължават да бъдат публикувани извън граница в Източна Прусия и Съединените щати. Внесени в страната нелегално въпреки заплахата от тежки наказания и затвор, тези книги подпомагат появата на национално чувство у литовците, което в крайна сметка довежда до отмяната на забраната през 1904.
Йонас Яблонскис (1860 – 1930) допринася особено много за оформянето на книжовния литовски език. Правилата на литовския правопис се развиват постепенно през 19 век, но Яблонскис първи формулира в неговата „Граматика на литовския език“ (Lietuviškos kalbos gramatika) основни принципи, които изиграват съществена роля за по-нататъшното развитие на езика. Яблонскис предлага книжовния литовски език да се основе върху родния му аукщайски (горно-литовски) говор, като се включат някои особености на говора на литовците в т.нар. „Малка Литва“ в Източна Прусия. Тези диалекти са запазили много архаични фонетични свойства заради съседството си със старопруския език, докато във фонетиката на другите говори са настъпили значителни промени.
Литовският става официален език на Литва през 1918. По време на съветската окупация е използван като официален редом с руския, който като официален език на Съветския съюз взима първенство спрямо литовския.

## Фонетика
- 12 гласни, като дългите гласни се означават с малка опашчица към буквата: /ą/, /ę/, /į/, /ų/.
- 20 съгласни, като съчетанието /Ch/ означава /x/, а не /ч/.
- Всеки съгласен звук освен /f/, /x/, /ɣ/ има меко и твърдо произношение.
- Ударението е свободно, подвижно и музикално.

## Граматика
Литовският език има твърде сложна склонителна система при имената. Други по-важни особености:
- Два рода: мъжки и женски. В миналото е имало среден род, но той е почти изчезнал; наблюдава се само при определителни прилагателни.
- Седем падежа: именителен, родителен, дателен, винителен, творителен, местен и звателен падеж. В по-стари текстове се срещат остатъци от илативен, адесивен и аблативен падеж. Илативният падеж се използва предимно в разговорната реч.
- Пет склонения при съществителните имена:

първо склонение: мъжки род с окончания -as, -is, -ys;
второ склонение: женски род с окончания -a, -ė, -ti;
трето склонение: мъжки и женски род с окончание -is;
четвърто склонение (непродуктивно): мъжки род с окончания -us, -ius;
пето склонение (непродуктивно): мъжки род с окончание -uo и две думи от женски род (sesuo „сестра“, duktė „дъщеря“).
- Три склонения при прилагателните.
- Две числа: единствено и множествено. Остатъци от двойствено число.
- Три глаголни спрежения:

първо: инфинитив на -ati, -oti, -auti, -uoti или на съгласна + ti;
второ: инфинитив на -ėti;
трето: инфинитив на -yti.
Няма разлика между глаголните форми за 3 л. ед.ч. и мн.ч.
- Четири наклонения: инфинитив, изявително, условно и повелително.
- Четири времена в изявително наклонение:

сегашно, минало, минало повторително, бъдеще.
В другите наклонения няма времена.
- Изключително силно развита система от причастия, включваща деятелни и страдателни причастия от всички глаголни времена, и няколко вида деепричастия.

## Речник
Литовският език е много консервативен език, който е запазил много думи, близки до санскрит. Например, sūnus „син“, avis „овца“ съвпадат, а други са много близки: санскр. dhumas – лит. dūmas „дим“, санскр. antaras – лит. antras „втори“ – санскр. vrkas – лит. vilkas „вълк“.
Има доста думи, които са близки до латински език: лат. rota – лит. ratas „колело“, лат. senex – лит. senis „старец“, лат. vir – лит. vyras „мъж“, лат. anguis – лит. angis „вид змия“, лат. linum – лит. linas „лен“, лат. aro – лит. ariu „ора“, лат. iungo – лит. jungiu „включвам се“, лат. duo – лит. du „две“, лат. tres – лит. trys „три“, лат. septem – лит. septyni „седем“, лат. gentes – лит. gentys „племена“, лат. mensis – лит. mėnesis „месец“, лат. dentes – лит. dantys „зъб“, лат. noctes – лит. naktys „нощи“. Освен това склонения на много латински думи, които завършват на /-um/, съответстват на литовско /-ų/.
Между славянските и балтийските езици се наблюдава известно сходство в лексиката, но в литовския език има думи с индоевропейски корен, които не се срещат при славянските езици. Също така има литовски думи, които са близки до славянските, но липсват в останалите индоевропейски езици. Например, праслав. *devęt- „девет“ има сходство с лит. devyni, но няма аналогии в другите индоевропейски езици, където коренът е *(e)newem.